# Just Like Tom Thumb's Blues
"Just Like Tom Thumb's Blues" é uma canção escrita e gravada pelo músico americano Bob Dylan, lançada no álbum Highway 61 Revisited em 30 de agosto de 1965. A música foi lançada posteriormente no álbum de compilação Bob Dylan's Greatest Hits Vol. II e como duas versões ao vivo separadas gravadas em concertos em 1966: a primeira apareceu no lado B do single "I Want You" e a segunda sendo lançada no The Bootleg Series Vol. 4: Bob Dylan Live 1966, The "Royal Albert Hall" Concert. Foi regravada por muitos artistas, incluindo Gordon Lightfoot, Nina Simone, Barry McGuire, Judy Collins, Frankie Miller, Linda Ronstadt, o Grateful Dead, Neil Young, The Black Crowes e Bryan Ferry. A versão de Lightfoot foi gravada apenas algumas semanas após a original de Dylan ter sido lançada e alcançou a 3ª posição na parada de singles da RPM. Além disso, foi testada pelos Beastie Boys para a música "Finger Lickin' Good".
A música tem seis versos e não apresenta refrão. As letras descrevem uma visão de pesadelo da experiência do narrador em Juarez, México, em que ele encontra doenças, desespero, prostitutas, santos, mulheres obscuras, autoridades corruptas, álcool e drogas, antes de finalmente decidir voltar para Nova Iorque. As letras incorporam referências literárias a Under the Volcano de Malcolm Lowry, "The Murders in the Rue Morgue" de Edgar Allan Poe e Desolation Angels de Jack Kerouac, enquanto o título da música faz referência a "My Bohemian Life (Fantasy)" de Arthur Rimbaud. William Ruhlmann, do site AllMusic, descreveu a canção como um cômico tour de force e o jornalista de música Toby Creswell a incluiu em sua lista das 1001 maiores canções de todos os tempos. Dave Marsh classificou a versão ao vivo de "Just Like Tom Thumb's Blues", tocada em Liverpool, que foi lançada como o lado B de "I Want You", como o 243º maior single de todos os tempos.

## Letras e música
Foi gravada em 2 de agosto de 1965, no Columbia Studios em Nova Iorque, no mesmo dia em que Dylan gravou "Ballad of a Thin Man", "Highway 61 Revisited" e "Queen Jane Approximately", três outras músicas que apareceria no álbum. No entanto, "Just Like Tom Thumbs Blues" levou mais tentativas para aperfeiçoar do que as outras músicas gravadas naquele dia; não foi até a tomada 16 que Dylan e sua banda capturaram em fita a versão que foi lançada. Os músicos de apoio na tomada que foi usada no disco eram Mike Bloomfield na guitarra elétrica, Al Kooper na Hohner Pianet, um tipo de piano eletromecânico, Paul Griffin no piano, Harvey Brooks no baixo e Bobby Gregg na bateria.
De acordo com o escritor Clinton Heylin, no começo da música, Sam Lay era o baterista e Frank Owens tocava piano. Na opinião de Heylin, a bateria mais jazzística de Gregg e o piano fluido de Griffin tocando melhor comunicavam a sensação de deslocamento que Dylan desejava para a música. A tomada 5 da música, que, de acordo com Heylin, contou com Lay e Owens, foi incluída no álbum The Bootleg Series Vol. 7: No Direction Home: The Soundtrack, de 2005. Em 2015, toda a sessão de gravação foi lançada na edição de 18 discos de The Bootleg Series Vol. 12: The Cutting Edge 1965–1966, enquanto a versão de 2 discos do álbum trazia a tomada 3 e a edição de 6 discos continha as tomadas 1, 3 e 13.
Liricamente, "Just Like Tom Thumb's Blues" de certa forma continua um tema de estrada descritivo de "Highway 61 Revisited", a música anterior do álbum. O cantor se encontra na Páscoa em Juarez, no México, em meio a doenças, desespero, prostitutas e santos. Enquanto está lá, encontra autoridades corruptas, mulheres soltas, drogas e álcool. A música estabelece uma visão ocasionalmente apavorante à medida que o cantor é influenciado pela circunstância, negatividade, sexo, drogas, bebida, doença, remorso e memória. No verso final da música, o cantor decide que já está farto e anuncia sua intenção de partir e voltar para Nova Iorque. O autor Paul Williams observou que a cena e a situação da música são combinadas em "uma linda evocação de consciência turva". Apesar dos detalhes sórdidos das experiências do cantor em Juarez, a letra mantém um senso de humor irônico, e William Ruhlmann do site AllMusic escreveu que a música teria sido considerada um "tour de force cômico" se não tivesse sido ofuscada por outras canções de Dylan do período.
Durante um show em Sydney, Austrália, em abril de 1966, Dylan mencionou sobre a música: "Isso é chamado Tom Thumb. Esta história se passa fora da Cidade do México. Começa na Cidade do México e termina realmente em Des Moines, Iowa, mas é tudo sobre esse pintor, ele é um sujeito bem mais velho, ele vem de Juarez, Juarez fica do outro lado da fronteira do Texas, a alguns pés, e ele é um pintor. Ele é um pintor muito conhecido na região e todos nós o chamamos de Tom Thumb e quando Tom Thumb estava passando por um período melancólico, este é um dos momentos mais importantes de toda a sua vida e ele vai vender muitas pinturas agora tiradas de seu período melancólico e isso é tudo sobre Tom Thumb e seus primeiros dias e por isso chamamos isso de Just Like Tom Thumb's Blues."
Como muitas das canções de Highway 61 Revisited, "Just Like Tom Thumb's Blues" tem referências literárias abundantes, incluindo imagens que lembram o romance Under the Volcano de Malcolm Lowry e um nome de rua retirado do conto de Edgar Allan Poe "The Murders in the Rue Morgue". A música também usa a frase "Housing Project hill" do romance Desolation Angels de Jack Kerouac. Vários biógrafos de Dylan, incluindo Colin Irwin, Robert Shelton e Andy Gill, sugeriram que o título da música faz referência ao poema de Arthur Rimbaud "My Bohemian Life (Fantasy)", no qual o poeta se refere a si mesmo como "Tom Thumb atordoado." Além disso, alguns comentaristas sugeriram que pode haver uma referência musical nas falas "E ela pega sua voz/E deixa você uivando para a lua", já que "Howlin' at the Moon" é o título de uma música do cantor e compositor country Hank Williams, a quem o músico admirava.
Musicalmente, "Just Like Tom Thumb's Blues" não consiste em refrão, mas em seis versos, variados por um punhado de acordes e pela ênfase vocal de Dylan. Teclados, bateria e vocais fornecem textura, enquanto Mike Bloomfield toca sons latino-americanos na guitarra elétrica. As partes do teclado, em particular, fazem uso inovador de dois pianos diferentes, com Al Kooper tocando um Hohner Cembalet elétrico e Paul Griffin adicionando um toque de bar ao piano.